# Polux

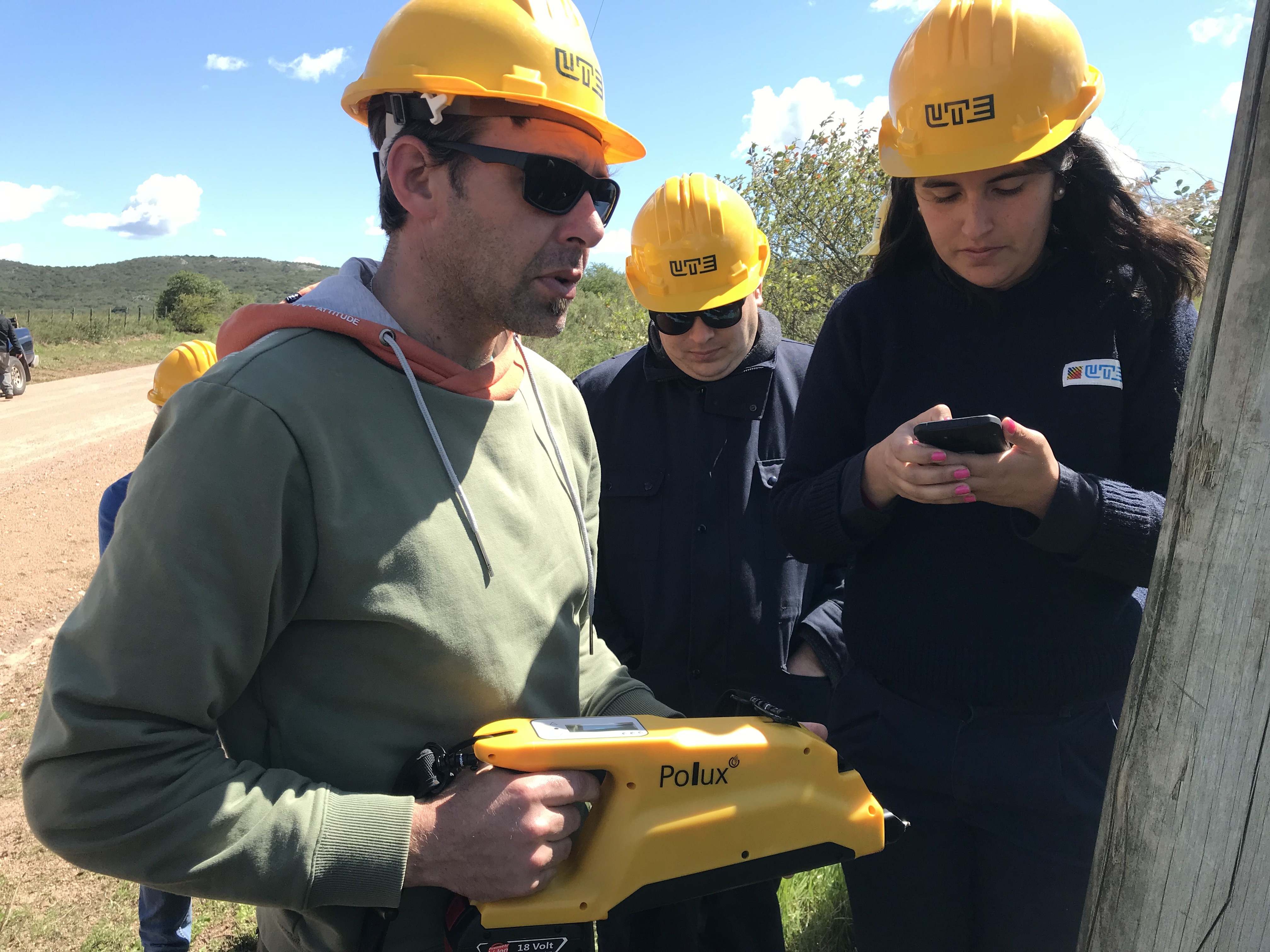
POLUX

Poluxは、木製電柱の状態を確認するための計測装置である。

## 説明
Poluxの技術により、電柱の安全性の診断とメンテナンスを行うことができる。測定結果は、オペレーターが電柱を登る際の安全を確保し、木材の状態を確認して残りの寿命を推定するのに役立つ, 。

## 歴史
Poluxの技術は、1990年代初頭にEDF（フランス電力）の要請に基づき、ジャン＝リュック・サンド教授によって開発された。この開発は、Sylvatestの延長線上にあり、EDFが電柱の安全性と寿命の両方の問題を抱えていたことに対応している。

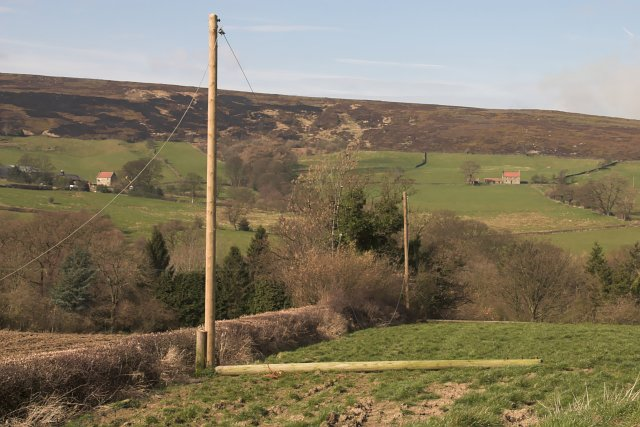
木製電柱の交換

この技術は、地上線の局所的な密度測定と湿気測定から成るデータを利用するソフトウェアPicusと連動して動作している, , 。
Poluxの技術は、Yann Benoitが率いるCBS-Lifteam社の研究開発センターで引き続き開発されている, 。
第5バージョンでは、小型化された機器とスマートフォンでダウンロード可能なPicusアプリを使用して、データの収集と処理がより迅速に行える。
Poluxの技術は複数の国で使われており、特にアメリカ、カナダ、およびオーストラリアで広く使用されている, , , 。

## 栄誉・褒賞
- 2003年には、ウォール・ストリート・ジャーナルがPoluxの技術に革新賞を授与した[14]。
- 2006年には、第14回非破壊試験国際シンポジウムがPoluxの技術の進展を発表した[2]。
- 2011年には、国際電力配信業者セミナーがPoluxの技術のドイツでの使用を紹介し、特にドイツテレコムの事例を取り上げた[15]。